# 襟裳岬 (森進一の曲)
『襟裳岬』（えりもみさき）は、1974年1月15日に発売された森進一の29枚目のシングル。

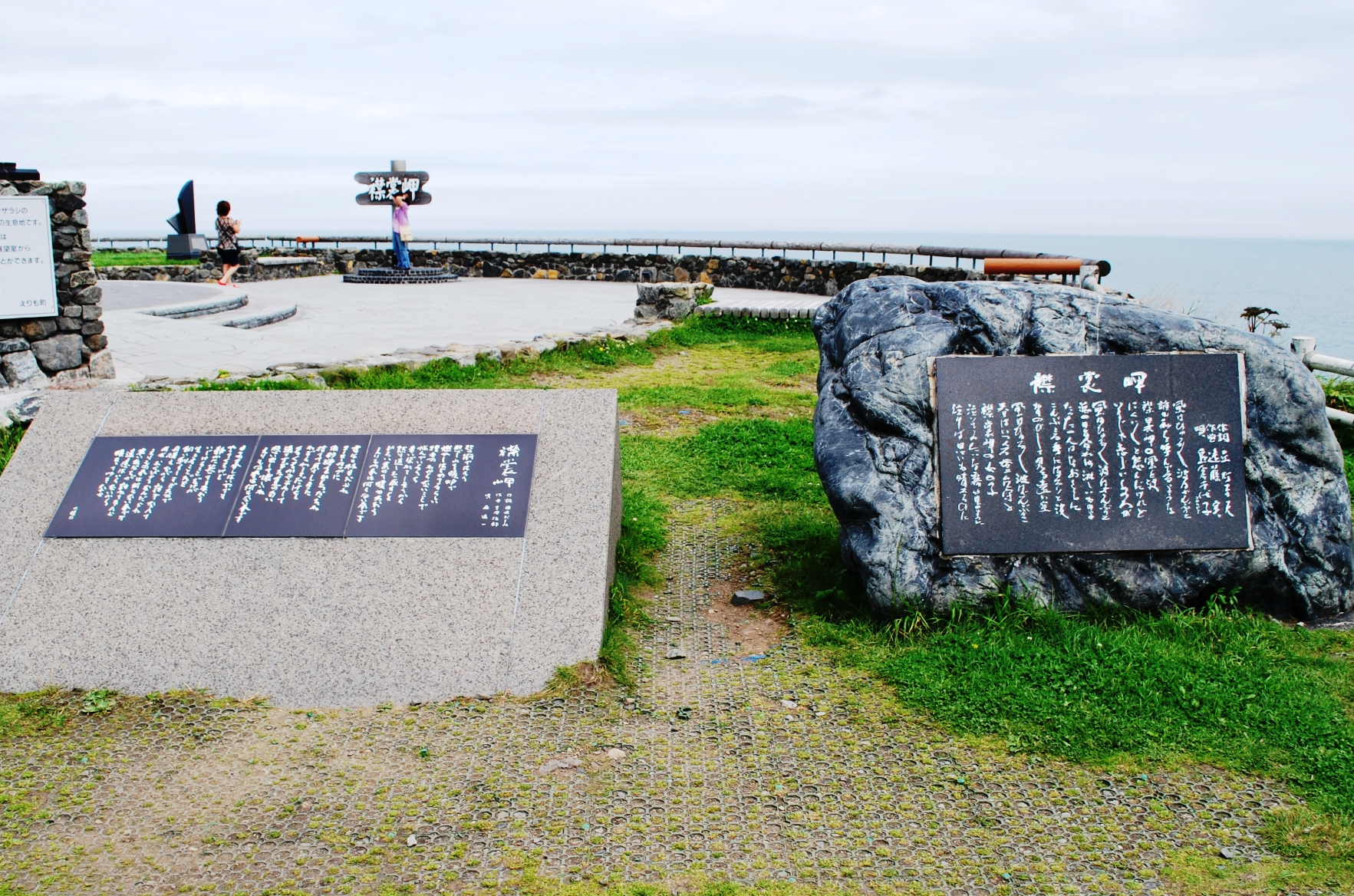
襟裳岬歌碑。左が本曲の、右が島倉千代子版の歌碑

作詞は岡本おさみ、作曲は吉田拓郎というフォーク全盛期を代表するコンビの作品。

## 制作経緯
日本ビクターの創立50周年、さらに同社音楽部門が分離独立してビクター音楽産業株式会社になった1周年記念として特別企画されたうちの一曲。同社の看板歌手10人、森進一、フランク永井、松尾和子、三浦洸一、鶴田浩二、青江三奈、橋幸夫らの新曲シングル盤を1974年1月に一挙発売しようという内容であった。これらのレコードに限って担当制はなく、企画を採用された者が制作責任者になるという試みであった。森に関しては何か新しい発想のレコードをという方針で、当時まだ入社したてのディレクターだった高橋隆（元ソルティー・シュガーのメンバー、当時は高橋卓士）の案が採用された。高橋が、吉田拓郎から「森さんみたいな人に書いてみたい」という話を以前から聞いていて実現に至ったもの。しかし、ビクターレコード上層部や渡辺プロダクションのスタッフの反応は「フォークソングのイメージは森に合わない」「こんな字余りのような曲は森に似合わない」と評され、吉田もこれ以上直せないところまで推敲を重ねたものの、当初はB面扱いだった。当時の森は、母親の自殺や女性問題（女性側の狂言であったことが後に判明）から苦境に立たされていたが、森と同様のスキャンダルに巻き込まれていた吉田からの思いやりと、この曲の3番の歌詞に感動した森が当時所属していた渡辺プロダクションのスタッフの反対を押し切り（森自身、「演歌の枠のみに囚われたくない」との思いがあったのも大きい）、両A面という扱いに変更して発売した。

累計では約100万枚または130万枚のレコード売上を記録した。森は本作で1974年の第16回日本レコード大賞と、第5回日本歌謡大賞の大賞をダブル受賞。ライバルの五木ひろしに先を越されていただけに、その喜びようは尋常ではなかったという。さらに同年の第25回NHK紅白歌合戦においてこの曲で4回目の白組トリおよび初の大トリを飾った。奇しくも紅組トリも島倉千代子の同名異曲の「襟裳岬」（1961年）であった。ちなみに、その紅白では、レコ大からの移動で慌てていたこともあり、ズボンのファスナーを開けたまま舞台に出るというハプニングがあったが、間奏中に白組共演者たちに囲まれる中で閉め直し、滞りなく歌い上げた。

曲の構成はAメロ→Bメロ→サビの定型だが、〈わけのわからないことで〉の符割りなどが純度100％の拓郎節といえる。また森も自身の解釈でこれを歌い切った。拓郎は森の歌唱版を最初に聞いたとき、「こういうふうに歌うのか、これはかなわない」と卒倒したという。小西良太郎は「森はよしだたくろう作品をたくろうより上手く歌った」と評価した。

## 後日譚
岡本おさみは襟裳岬へ旅行した時、漁師に「いいとこですね」と話しかけたら、北海道の人特有の素朴な言い方で「なんもないんだー」という答えが返って来た。そこで「何もないの、いいじゃないですか」と言ったら「なんもないんだ。焚火してるしか、しょうがないんだ」とまた素朴な答えが返って来た。それで最初、「焚火」という仮タイトルで拓郎に歌詞を渡したという。
ヒットした当時、襟裳岬のあるえりも町の人々は、サビに登場する「襟裳の春は何もない春です」という歌詞に、「何もない春」なんて無いと反感を持たれ、渡辺プロや作詞者の岡本宅への抗議の電話もあった。しかし、襟裳の知名度アップに貢献したということでそういった反感も消え、後にえりも町から森に感謝状が贈られた。反感を買ってしまった「何もない春」の部分であるが、実際は作詞した岡本おさみが襟裳に訪れた時に大変寒く、民家で「何もないですがお茶でもいかがですか？」と温かくもてなしされたことに感動して作詞したものであった。
1997年（平成9年）には、えりも町に観光施設「風の館」が開業したのを機に、えりも町に元からあった島倉版の歌碑と並べる形で、この歌の記念歌碑が設置された。同年8月14日には森夫妻を招いての除幕式が行われた。
『NHK紅白歌合戦』で「襟裳岬」は、初披露時の1974年の第25回に続いて、1997年の第48回、2010年の第61回、2013年の第64回と、合計4度歌唱されている。また、2005年の第56回での出場者選考アンケート「スキウタ」にも、「おふくろさん」と共にランクインした。

## 影響
フォーク界との連携による本作の成功は、以後の歌謡界に大きな影響を与えた。大衆音楽の主流を自負し、日本的情緒を代表している筈の演歌・歌謡曲が、新しい世代の音楽に接点を求め、それが大衆に受け入れられたということは、既成の歌謡曲と、新しい音楽の流れが、時代の中で相対的な力関係を持ち始めたということでもあった。本作以降、フォーク系シンガーソングライターが歌謡ポップス系や演歌歌手に曲を提供するケースが目立って増えるようになった。この背景には、新鮮な楽曲を欲していた歌謡曲サイドが、目新しさを求めて「若者の歌」にアプローチしたということ、フォーク系シンガーソングライターにとっては、自分の楽曲を歌わせる「新しい素材」を歌謡曲に求めたという理由があった。自分で作った歌を自分で歌うのがシンガーソングライターではあるが、ソングライターとしての自分の実力をより世間に広く知らしめたいという"野心"がそこにあった。保守的でありながらも、常に目新しさを貧欲に求め続ける歌謡界と、新しいスタイルでビジネスを展開しようとしながらも、人材不足を感じていたフォーク（ニューミュージック）界の両者の思惑がここで一致した。みのは「吉田拓郎はカウンターカルチャーから最速で歌謡曲に接続する橋渡しを行う人物となった。この出来事があってシンガーソングライターが歌謡曲の作家として起用されていく。松本隆がアイドルに詞を書くとか、そのような切っ掛けになった」などと論じている。
またビジネス面からいえば、それまでレコード会社や芸能プロダクションしか知らなかった一つの楽曲から派生する出版権や原盤権といった「権利ビジネス」を知った吉田拓郎と後藤豊（後藤由多加）が設立したユイ音楽工房をはじめとする新興プロダクションが、自分たちの手で「権利ビジネス」を取り戻したいという欲求もあった。これはレコード会社、プロダクション、ミュージシャンなどの意識が大きく変化した日本の音楽ビジネス史上、稀に見る音楽ビジネスの大転換でもあった。また、それまでは歌謡曲のテリトリーだった日本的メンタリティーを主題として打ち出すシンガーソングライターもこれ以降、脚光を浴びていく。そうした音楽の流れは、旧態依然たるプロットの中にノスタルジーとしての叙情を求めていた演歌・歌謡曲に替わって、時代感覚の中でその叙情を表現していった。叙情フォークのムーブメントは、見方を変えれば、歌謡曲ルネッサンスでもあった。また吉田拓郎にとっても作曲家としての幅の広さとオリジナリティーを世間に認知させた記念碑的な作品となり、以降、音楽プロデューサーとしての地位も確立していく。

## 収録曲
- 両楽曲共に、作詞：岡本おさみ／作曲：吉田拓郎／編曲：馬飼野俊一

1. 襟裳岬（4分19秒）
2. 世捨人唄（3分30秒）

## 価格
- 発売当時の値段は500円

## カバー
- 吉田拓郎 - 1974年のアルバム『今はまだ人生を語らず』でセルフカバー。森のバージョンはイントロのトランペットが印象的だが[2]、こちらのイントロはハーモニカから入るなど[2]、フォーク寄りのアレンジになっている[2]。2002年のアルバム『Oldies』およびシングル「家へ帰ろう/襟裳岬」でも再度セルフカバーした。
- テレサ・テン - アルバム『夜の乗客／女の生きがい』（1975年）
- 坂本九 - アルバム『ターニング・ポイント』およびシングル。曲名は「ELIMO」。（1975年、くわじまひろしの英語詞でのカバー。サビの一フレーズのみ日本語で歌唱）
- ザ・ベンチャーズ - アルバム『日本のポップス15年』（1975年）
- フォーリーブス - アルバム『LOVE FOREVER』（1978年）
- 森昌子 - アルバム『19歳の演歌〜港・桟橋・別れ唄〜』（1978年）
- キム・ヨンジャ - アルバム『旅情を歌う』（1993年）
- 香西かおり - アルバム『綴織百景 VOL.4 旅』（1994年）
- 寺内タケシ - アルバム『エレキで綴る昭和歌謡史 Vol. 1』（1996年）
- 上條恒彦 - アルバム『冬の森にて』（1996年）
- 田辺靖雄&九重佑三子 - アルバム『DUO〜やさしくしてますか〜』（1998年）
- 新沼謙治 - アルバム『愛妻 北挽歌～ふるさとを歌う～』（2000年）
- What's Love? - アルバム『温故知新』（2003年）
- あがた森魚 - アルバム『岡本おさみ アコースティックパーティーwith吉川忠英』（2003年、オムニバスアルバム）
- 水森かおり - アルバム『歌謡紀行IV』(2005年)
- 美空ひばり - CD-BOX『美空ひばりCD-BOX 〜絆〜』(2005年)
- 遠藤賢司 - CD-BOX『遠藤賢司実況録音大全 [第一巻] 1968-1976』（2007年、録音は1975年）
- 桑田佳祐 - DVD『昭和八十三年度!ひとり紅白歌合戦』（2009年、録音は2008年）
- 細川たかし - アルバム『名曲カバー傑作撰 細川たかし』（2009年）
- 野口五郎 - アルバム『GORO Prize Years, Prize Songs 〜五郎と生きた昭和の歌たち〜』（2010年）
- 高城れに（ももいろクローバーZ） - アルバム『5TH DIMENSION』（2013年、初回限定盤Aのみ）
- 吉井和哉 - アルバム『ヨシー・ファンクJr. 〜此レガ原点!!〜』（2014年）
- T字路s - アルバム『Tの讃歌』（2015年）
- パク・ジュニョン - カバーアルバム『街の風景（北海道編）』（2017年）
- 氷川きよし - アルバム『新・演歌名曲コレクション8 -冬のペガサス-勝負の花道〜オーケストラ』（2018年）
- 大月みやこ
- 八代亜紀
- 天童よしみ
- ボニージャックス

## 映画化
1975年4月1日公開 製作配給：日活。ヒット曲を元にした歌謡映画でもある。

### 内容
原宿のブティックで勤めている野々宮靖子は、ある日の買い物途中に杉山五郎という青年に出会う。やがて2人は恋に落ち、交際は順調に進むかに思われた最中、五郎が急病で倒れ亡くなってしまう。靖子は絶望に打ち拉がれる中葬儀を行い、五郎の友人の田口俊一と共に、五郎の故郷・襟裳岬に遺骨と遺品を持って埋葬しに行く。悲しみに暮れる靖子を田口は支えようとするが、靖子は五郎との思い出と共に生きていく事を決め、襟裳岬をあとにする。

### スタッフ
- 監督：加藤彰
- 脚本：佐治乾
- 撮影：前田米造
- 音楽：瀬尾一三・吉田拓郎

### キャスト
- 山口いづみ （野々宮靖子）
- 神有介   （杉山五郎）
- 夏夕介 （田口俊一）
- 天地総子 （瀬戸彩子）
- 熊谷みづえ （曽根久美子）
- 吉田由貴子 （竹内加代）
- 中森肇子   （手島菊枝）
- 高橋明 （青木）
- 金田龍之介 （田口修造）
- 吉井亜樹子 （女中）
- 山科ゆり  （バーの女）
- ハナ肇 （靖子の父）
- 森進一 （本人役）特別出演

### 撮影
劇団こじかに籍を置き、子役として長く活躍していた山口いづみの映画初主演作。山口はテレビドラマでは女子大生、若奥様役が多かったが、20歳になり、年齢相応の役に喜んだ。1975年3月8日から北海道ロケ。北海道新冠町の明和牧場でハイセイコーとの共演、襟裳岬での撮影があった。なお、監督の加藤彰は、1973年のロマンポルノ『愛に濡れたわたし』で森の『港町ブルース』を効果的に用いて好評を博した実績がある。

### 興行
1975年1月の段階では、日活の青春路線の大作として、谷口世津主演、白鳥信一監督で『野菊の墓』との二本立てで1975年3月19日公開と報道されていたが、日活側が出演を要請していた森進一の出演が難しくなったことが理由で、1975年1月26日に製作延期を発表した（『野菊の墓』は製作中止）。1975年2月には沢田研二主演の『ジュリー・オン・ステージ』と、春休み向け青春映画二本立てを予定していると報道されたが、これも沢田のヨーロッパ旅行などでスケジュールが狂い、沢田の映画出演が不可能になった。このため急遽、東映が9年前にお蔵入りさせた佐久間良子主演の『雪夫人絵図』を買い取り、本作と同時上映した。日活と東映作品の併映は史上初。
1975年のゴールデンウィークは、東宝が山口百恵主演の『潮騒』と和田アキ子主演の『お姐ちゃんお手やわらかに』、松竹が桜田淳子主演の『スプーン一杯の幸せ』と中村雅俊・檀ふみ共演の『想い出のかたすみに』、東映が志穂美悦子主演の『華麗なる追跡』と菅原文太主演『県警対組織暴力』とそれぞれ二本立てで、邦画界はほぼアイドル映画一色に染められ、人気スターの映画での競演にマスメディアも大いに取り上げ、昨今ではまずない華やかな興行争いになった。日活の通常プログラムは、人気を博していた日活ロマンポルノであったが、盆正月やゴールデンウィークには、時折一般映画を製作していた。日活はこれに割り込み、山口を女の戦いに押し出した宣伝を展開させたが、ヒットしなかったとされる。